# Newham, Belsay
Newham var en civil parish 1866–1955 när det uppgick i Belsay, i grevskapet Northumberland i England. Civil parish var belägen 13 km från Morpeth och hade 34 invånare år 1951.